# 都格镇
都格镇，是中华人民共和国贵州省六盤水市水城区下辖的一个乡镇级行政单位。
2012年，贵州省人民政府批复同意撤销都格布依族苗族彝族乡，设置都格镇，镇政府驻都格村。

## 行政区划
都格镇下辖以下地区：
新盘村、龙井村、都格村、黄泥村、垭口村和马龙村。